# 야행성

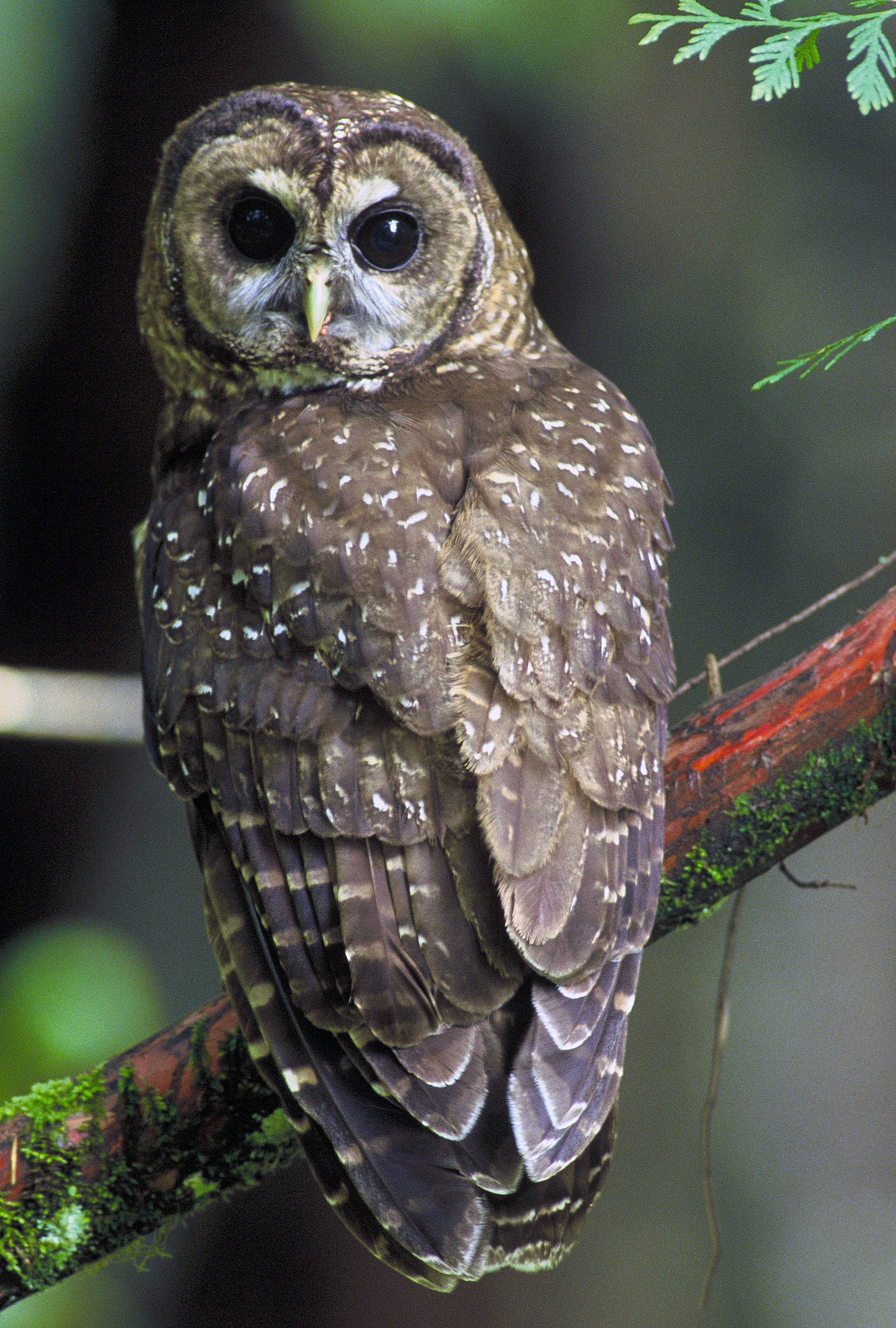
올빼미는 대표적인 야행성 동물이다.

야행성(夜行性)은 동물이 여러 활동을 주로 야간에 하는 성질을 말한다. 야행성은 밤에 활동하고 낮에 잠을 자는 것이 특징인 일부 비인간 동물의 행동이다. 반대가 되는 용어는 주행성이다.
야행성 생물은 일반적으로 고도로 발달된 청각, 후각 및 특별히 적응된 시력을 가지고 있다. 개구리, 도롱뇽 같은 일부 동물은 낮은 수준과 밝은 낮의 조명 수준 모두에 적응할 수 있는 눈을 가지고 있다. 부시베이비나 (일부) 박쥐와 같은 다른 것들은 밤에만 활동할 수 있다. 안경원숭이와 일부 올빼미를 포함한 많은 야행성 생물은 밤에 낮은 빛 수준을 보상하기 위해 몸 크기에 비해 큰 눈을 가지고 있다. 보다 구체적으로 말해, 저조도 조건에서 시각적 민감도를 높이기 위해 일주 생물보다 눈 크기에 비해 각막이 더 큰 것으로 밝혀졌다. 일부 종(Apoica flavissima)의 와습에게 야행성은 강렬한 햇빛에서 사냥을 피하는 데 도움이 된다.
한편, 토끼, 여우, 사슴, 호랑이, 하이에나 등은 종종 야행성 동물로 잘못 언급된다. 그리고, 포사(fossas)나 사자와 같은 주야활동성(Cathemeral) 종은 낮과 밤 모두 활동적이다.

## 같이 보기
- 박명박모성
- 적응
- 경쟁 배타의 원리
- 보호색
- 주행성
- 생태적 지위
- 야행성 인간